# Nicollet (kráter)
Nicollet je nevelký tvarově pravidelný kráter nacházející se uvnitř Mare Nubium (Moře oblaků) na přivrácené straně Měsíce. Je to kruhový kráter ve tvaru misky s okrajovým valem vystupujícím nad okolní planinu. Lemuje jej několik mořských hřbetů.
Nicollet má průměr 15 km a je v měsíčním moři relativně isolovaný. Východně od něj se nachází kráter Birt, ještě dále pak nejznámější měsíční zlom Rupes Recta (Přímý zlom). Západo-jihozápadně lze nalézt zbytky lávou zatopeného kráteru Wolf. Pojmenován je podle francouzského geografa, kartografa (i selenografa) a astronoma Josepha Nicolleta (známého i jako Jean-Nicholas Nicollet).

## Satelitní krátery
V okolí se nachází několik menších kráterů. Ty byly označeny podle zavedených zvyklostí jménem hlavního kráteru a velkým písmenem abecedy.
| Nicollet | Sel. šířka | Sel. délka | Průměr |
| -------- | ---------- | ---------- | ------ |
| B        | 20,1° J    | 13,5° Z    | 5 km   |
| D        | 23,2° J    | 12,2° Z    | 2 km   |